# David Humphreys (Rugbyspieler)
David Humphreys MBE (* 10. September 1971 in Belfast, Nordirland) ist ein ehemaliger irischer Rugby-Union-Spieler, der für die irische Nationalmannschaft und Ulster Rugby als Verbinder aktiv war.

## Karriere
Humphreys gab 1996 sein Debüt für Irland gegen Frankreich bei den Six Nations. Er hatte zuvor bereits für Schulauswahlen, die U21 und die Reservemannschaft Irland A gespielt. Ebenso wurde er für den Kader der Barbarians nominiert.
Humphreys begann seine Karriere bei Ulster, wechselte 1997 zu den London Irish, um nach einem Jahr wieder zurückzukehren. 1999 führte er die Mannschaft als Kapitän zum Sieg im Heineken Cup, dem wichtigsten Wettbewerb für europäische Vereine.
Der gelernte Jurist Humphreys erhielt 2003 die Ehrendoktorwürde der University of Ulster für seine Dienste für den Rugbysport. 2004 erhielt er im Rahmen der Neujahrsehrungen den Titel Member of the British Empire (MBE). Im September 2004, im Spiel gegen Connacht Rugby, wurde Humphreys zum vierten Spieler, der für Ulster 100 Spiele absolvierte.
Im November 2005 gab Humphreys seinen Rücktritt vom internationalen Rugby bekannt. Er beendete seine Karriere nach 72 Spielen und 560 Punkten als einer der besten irischen Verbinder der Geschichte. In der irischen Punktestatistik liegt nur Ronan O’Gara vor ihm. Am 9. Mai 2008 bestritt er sein letztes Spiel für Ulster gegen die Cardiff Blues. Er musste bereits nach acht Minuten aufgrund einer Verletzung ausgewechselt werden und wurde mit großem Applaus von den Anhängern verabschiedet.